# Kamienica przy ulicy Poselskiej 20 w Krakowie
Kamienica przy ulicy Poselskiej 20 – zabytkowa kamienica znajdująca się w Krakowie, w dzielnicy I przy ulicy Poselskiej, na Starym Mieście.

## Historia kamienicy
Kamienica została wzniesiona w XIV wieku. W 1370 była własnością Macieja de Szwanszka. W XVIII wieku należała do biskupów krakowskich, m.in. Jana Aleksandra Lipskiego. W 1809 przeszła na własność prywatną. Budynek spłonął podczas wielkiego pożaru Krakowa w 1850. Został odbudowany w 1860 przez Antoniego Chinurskiego. Na początku XX wieku był własnością rodziny Adamskich, a następnie, aż do 1939, Emila Goldszeszera.
Obecnie w kamienicy znajdują się pokoje gościnne na wynajem.
Kamienica została wpisana do gminnej ewidencji zabytków.